# Boyer Coe
Boyer Coe (* 18. August 1946 in Lake Charles, Louisiana) ist ein ehemaliger professioneller Bodybuilder aus den Vereinigten Staaten. Seine Karriere im Bodybuilding erstreckte sich über mehrere Jahrzehnte, und er wurde als herausragende Persönlichkeit in der Welt des Bodybuildings anerkannt.

## Biografie
Boyer Coe begann seine Bodybuildingkarriere in den späten 1960er Jahren und erlangte schnell Anerkennung für seine beeindruckende Physis und sein Engagement für den Sport. In den 1970er Jahren etablierte er sich als herausragender Wettkampfbodybuilder und nahm an verschiedenen nationalen und internationalen Wettbewerben teil.
Während seiner Karriere konnte Boyer Coe mehrere Auszeichnungen und Titel gewinnen. Sein herausragender Erfolg war der Gewinn des IFBB Mr. America-Titels im Jahr 1969. Dieser Sieg markierte seinen Aufstieg zu einem der führenden Bodybuilder seiner Zeit.
Boyer Coe nahm auch mehrmals am renommierten Mr. Olympia-Wettbewerb teil, einem der prestigeträchtigsten Events im Bodybuilding. Seine Teilnahmen am Mr. Olympia erstreckten sich über die 1970er und 1980er Jahre. Obwohl er nicht den Gesamtsieg erringen konnte, platzierte er sich regelmäßig in den Top-Rängen.
Nach seiner aktiven Wettkampfkarriere blieb Boyer Coe dem Bodybuilding verbunden und trug zu dessen Popularität und Weiterentwicklung bei. Er engagierte sich als Trainer und Mentor für aufstrebende Bodybuilder und hinterließ so eine nachhaltige Wirkung auf die Bodybuildinggemeinschaft.
Boyer Coes Beitrag zum Sport und seine beeindruckende Karriere haben ihn zu einer respektierten Persönlichkeit im Bereich des Bodybuildings gemacht. Sein Vermächtnis erstreckt sich über Generationen von Athleten, die von seinem Engagement für Exzellenz und seinem Einfluss auf die Bodybuildingkultur inspiriert wurden.

## Erfolge
- 1969: IFBB Mr. America